# Kinderbeistands-Gesetz
Das Kinderbeistands-Gesetz ist ein österreichisches Bundesgesetz zur Einrichtung von Kinderbeiständen in streitigen und außerstreitigen Verfahren vor Gerichten.
Beim Kinderbeistands-Gesetz handelt es sich um ein Gesetz, mit dem in anderen Gesetzen bestimmte Absätze oder Sätze bzw. Satzteile eingefügt wurden, um es umzusetzen. Das Gesetz selbst enthält keinen eigenständigen Wortlaut.
Das Kinderbeistands-Gesetz wurde am 10. Dezember 2009 vom österreichischen Nationalrat beschlossen und am 18. Dezember vom Bundesrat angenommen.

## Umsetzung
Die Umsetzung des Kinderbeistands-Gesetzes obliegt gemäß § 2 Abs. 5 JBA-G der Justizbetreuungsagentur (Sitz in Wien mit Außenstellen nach Bedarf). Diese ist berechtigt, Verträge über die Bereitstellung von Kinderbeiständen abzuschließen. Für die Erfüllung der Pflichten aus diesen Verträgen besteht für die Justizbetreuungsagentur eine Betriebspflicht.
Das Gericht kann zu einem Kinderbeistand gemäß § 104a Abs. 1 Außerstreitgesetz nur vom Bundesministerium für Justiz oder in dessen Auftrag von der Justizbetreuungsagentur namhaft gemachte Personen bestellen. Es können nur solche Personen benannt werden, die insbesondere nach ihrem Beruf, ihrer beruflichen Erfahrung im Umgang mit Kindern und Jugendlichen und ihrer Ausbildung für diese Tätigkeit geeignet sind. Kinderbeistände müssen eine Grundausbildung in einem psychosozialen Beruf haben und mehrjährige Erfahrung mit Kindern vorweisen. Zudem einen speziellen Kurs besucht haben. Kinderbeistände sind selbständig tätig und nicht bei der Justizbetreuungsagentur angestellt. 2010 wurden in neun Fällen Kinderbeistände bestellt, 2018 waren es 384 abgeschlossene Verfahren.

## Ziel des Kinderbeistand-Gesetzes
Der Kinderbeistand soll als Ansprech- und Vertrauensperson dem Kind zur Seite stehen und die „Stimme des Kindes“ sein, soweit sich das Kind nicht selbst artikulieren kann oder will.
Der Kinderbeistand ist nicht gesetzlicher Vertreter des Kindes und auch nicht Partei des Verfahrens und auch nicht mit einem gerichtlich bestellten Sachverständigen vergleichbar (sui-generis-Funktion des Kinderbeistands). Die Funktion des Kinderbeistands im Gerichtsverfahren beschränkt sich weitgehend auf die Vermittlung (Artikulierung) der Wünsche des Kindes. Es ist in der Regel nicht seine Aufgabe, für das Gericht Beweise zu finden oder solche vorzulegen.
§ 104a Außerstreitgesetz ist die zentrale Norm des Kinderbeistand-Gesetzes. Darin werden die Instrumentarien des Kinderbeistands grundsätzlich und weitestgehend normiert.
Der Kinderbeistand ist gemäß § 104a Abs 1 Kinderbeistand-Gesetz grundsätzlich für Minderjährigen von 5 Jahren bis unter 14 Jahren in
- Verfahren über die Obsorge oder
- über das Recht auf persönlichen Verkehr (Kontaktrechtsverfahren)[6]

zu bestellen,
- wenn es im Hinblick auf die Intensität der Auseinandersetzung zwischen den übrigen Parteien[7]
- zur Unterstützung des Minderjährigen geboten ist und
- dem Gericht geeignete Personen zur Verfügung stehen.

Aufgaben des Kinderbeistands ist es (§ 104a Abs. 2 Außerstreitgesetz),
- mit dem Minderjährigen den erforderlichen Kontakt zu pflegen und
- ihn über den Gang des Verfahrens zu informieren.

## Rechtstellung des Kinderbeistandes

### Pflichten des Kinderbeistandes
Der Kinderbeistand ist zur Verschwiegenheit über die ihm in Ausübung seiner Funktion anvertrauten oder bekannt gewordenen Tatsachen verpflichtet. Im Einvernehmen mit dem Minderjährigen hat er dessen Meinung dem Gericht gegenüber zu äußern (§ 104a Abs. 2 Außerstreitgesetz).

### Rechte des Kinderbeistands
Der Kinderbeistand hat das Recht auf Akteneinsicht. Er ist von allen Terminen zu verständigen. Er darf an allen mündlichen Verhandlungen teilnehmen und den Minderjährigen zu Beweisaufnahmen außerhalb der mündlichen Verhandlung auf dessen Wunsch begleiten. Alle Anträge der Parteien sind ihm zu übersenden; von weiteren Personensorgeverfahren ist er durch Übersendung des verfahrenseinleitenden Antrags zu informieren (§ 104a Abs. 3 Außerstreitgesetz).
Dem Kinderbeistand kommt ein Aussageverweigerungsrecht nach § 321 Abs. 1 Z 3 ZPO und § 157 Abs. 1 Z 3 StPO zu.
Der Kinderbeistand darf vom Gericht zum Beispiel nicht
- zur Befindlichkeit des Kindes,
- zu dessen Pflege- und Entwicklungszustand
- zu Umständen des Familienlebens (wie etwa der Wohn- und Einkommenssituation) etc.

befragt werden.

### Ablehnung des Kinderbeistands
Für die Ablehnung des Kinderbeistands gelten die Bestimmungen über die Ablehnung eines Sachverständigen sinngemäß (§ 104a Abs. 4 Außerstreitgesetz in Verbindung mit § 355 f ZPO).

### Kosten
Die Kosten des Kinderbeistands sind grundsätzlich von allen Parteien in Form einer pauschalierten Gerichtsgebühr zu tragen (§ 28 Z 9 GGG). Das Kind selbst ist jedoch zur Kostentragung nicht verpflichtet.

### Beendigung der Aufgaben des Kinderbeistands
Die Bestellung des Kinderbeistands endet jedenfalls mit der rechtskräftigen Erledigung der Sache. Das Gericht kann den Kinderbeistand vorher entheben, wenn dies das Wohl des Minderjährigen erfordert.
Im zeitlichen Zusammenhang mit der rechtskräftigen Erledigung der Sache hat der Kinderbeistand mit dem Minderjährigen das Verfahren und dessen Ergebnisse abschließend zu besprechen.
Wird während der Bestellung eines Kinderbeistands ein weiteres in Abs. 1 erster Satz genanntes Verfahren dieselben Minderjährigen betreffend anhängig, so verlängert sich die Bestellung des Kinderbeistands längstens bis zum Abschluss dieses weiteren Verfahrens (§ 104a Abs. 5 Außerstreitgesetz).
Das Bundesministerium für Justiz und die Stelle, die den Kinderbeistand bestellt hat, können die Bestellung aus wichtigen Gründen widerrufen. Liegt ein solcher Grund vor, hat das Gericht den Kinderbeistand zu entheben und unter bestimmten Voraussetzungen einen anderen zu bestellen (§ 104a Abs. 6 Außerstreitgesetz).